# Sportsbet.io
Sportsbet.io es un operador de apuestas deportivas multi-moneda que ofrece acción de apuestas en todos los deportes principales y eSports. Ofrece apuestas deportivas con monedas fiduciarias y virtuales.
Sportsbet.io es propiedad y está operado por mBet Solutions NV. Está licenciado y regulado por el Gobierno de Curaçao bajo la licencia de juego 1668/JAZ.
Su procesador de pagos, mProcessing Solutions Limited, opera desde oficinas registradas en Nicosia, Chipre, para manejar el procesamiento de todos los pagos en euros.

## Historia
Sportsbet.io se lanzó en 2016 y utiliza la plataforma de juegos criptográficos Coingaming.io; y es socio oficial de BitCasino.io.
En junio de 2018, Sportsbet.io agregó la opción de moneda FIAT, comenzando con el euro.<
El 11 de julio de 2018, Sportsbet.io lanzó la integración de Ethereum.
En 2019, Sportsbet.io adquirió una licencia de marca blanca de The Gaming Platform (TGP Europe) a través de la Isla de Man, lo que permite la comercialización de su marca bajo las pautas del UKGC. En junio de 2019, la compañía firmó al ganador de la Copa Mundial de 2002, Denílson de Oliveira Araújo, como su embajador de marca.
El ex velocista australiano Brett Lee se unió a Sportsbet.io en julio de 2020 como embajador global de críquet.
Sportsbet.io Clubhouse se lanzó antes de la Copa Mundial 2022.